# 哈桑·鲁哈尼
哈桑·鲁哈尼（波斯語：حسن روحانی，1948年11月12日—），伊朗政治家、外交家，曾担任伊朗首席核谈判代表。母語為波斯語。在2013年6月14日的2013年伊朗总统选举中当选伊朗总统，8月3日就職。2017年5月20日成功连任。

## 生平
1948年11月12日生于塞姆南省索尔赫市，曾在塞姆南神学院和库姆神学院学习伊斯兰教法，是前精神领袖霍梅尼的忠实追随者，也曾多次被捕入狱。1980年至2000年担任伊斯兰议会议员。

## 早期政治

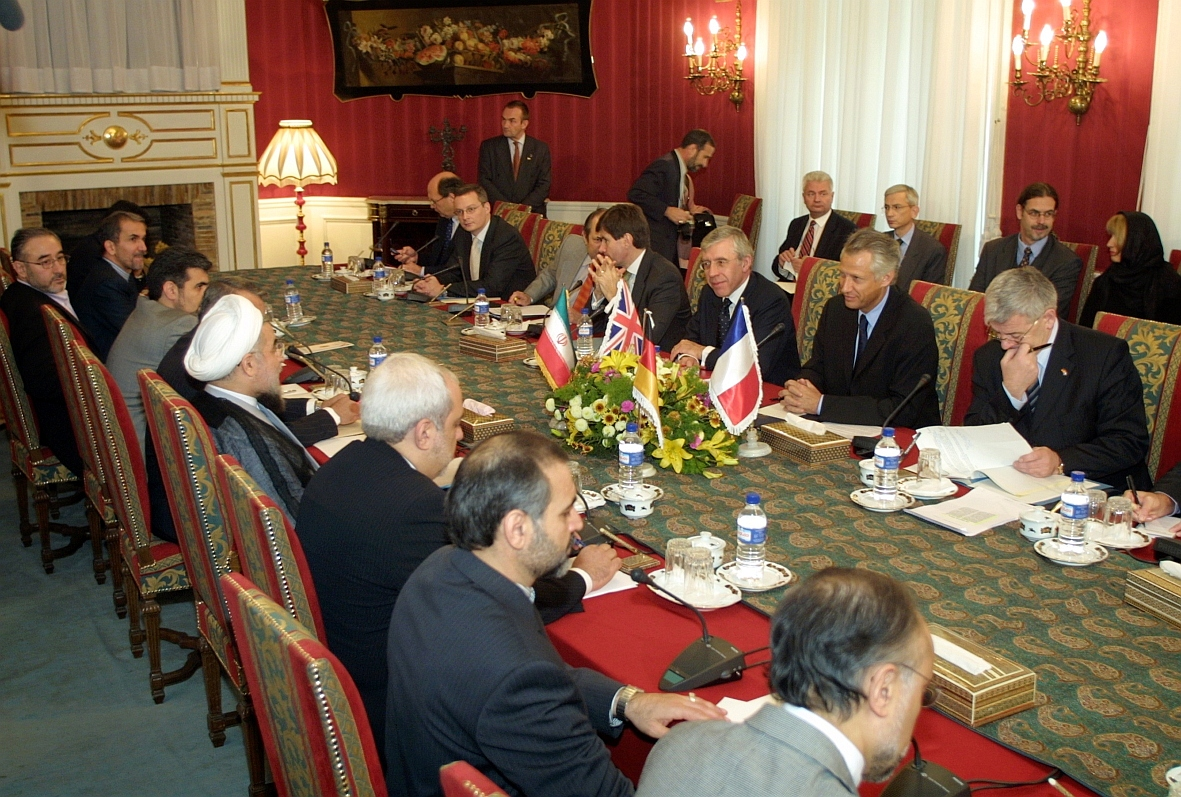
2003年10月，欧洲联盟三巨头的部长与伊朗的首席谈判代表哈桑·鲁哈尼在德黑兰的薩阿德·奧包德宮

1989年至2005年，鲁哈尼任最高国家安全委员会秘书，2000年起任伊朗专家会议成员。2003年至2005年在哈塔米任总统期间，他任伊朗首席核谈判代表，与英国、法国和德国就暂停铀浓缩达成协议。

## 总统
2013年4月11日，鲁哈尼宣布参与总统竞选。大选之前改革派唯一候选人阿雷夫突然退出竞选，鲁哈尼转投改革派，他也获得改革派领袖哈塔米和拉夫桑贾尼的支持。在6名总统候选人中其他5人均为强硬保守派，鲁哈尼是唯一温和保守派人物。他主张务实的政治和经济政策、与各方都保持着较良好的关系。他承诺组建个“充满智慧和希望”的政府，与国际社会建立建设性互动、以避免遭受制裁或减少制裁。
2013年6月15日，伊朗内政部宣布选举结果，整场选举的投票数为36,704,156张，鲁哈尼赢得18,613,329张、获得过半支持而成功当选新一任总统，無需第二輪投票，而主要竞争对手穆罕默德-巴盖尔·加利巴夫只获得6,077,292张。8月3日，伊朗最高领袖哈梅内伊正式确认鲁哈尼的总统身份，鲁哈尼于8月4日在议会宣誓就职，正式就任伊朗第11届总统。9月27日，魯哈尼與美國總統贝拉克·奧巴馬進行了一次電話交談，這是美國和伊朗總統之間自斷交34年來的首次交談，對話內容談及核問題。
2017年4月14日，鲁哈尼宣布再度参加总统竞选，角逐連任。5月20日，伊朗内政部宣布选举结果，整场选举的投票数为約40,000,000张，鲁哈尼赢得約23,000,000张、获得过半支持而成功当选新一任总统，無需第二輪投票。
2020年7月18日，鲁哈尼在首都德黑兰举行的内阁会议上表示，自冠状病毒爆发以来，估计可能有多达2500万伊朗人感染，敦促公众认真对待这一大流行病。 哈桑·鲁哈尼引用伊朗卫生部的一项新研究，表示在未来几个月内，将有大约30至3500万人感染这种病毒，预测住院人数将很快“是过去150天中的两倍”。德黑兰当局也宣布实行为期一周的新限制，包括禁止宗教和文化活动，关闭寄宿学校，咖啡馆，室内游泳池，游乐园和动物园。

## 選舉歷史

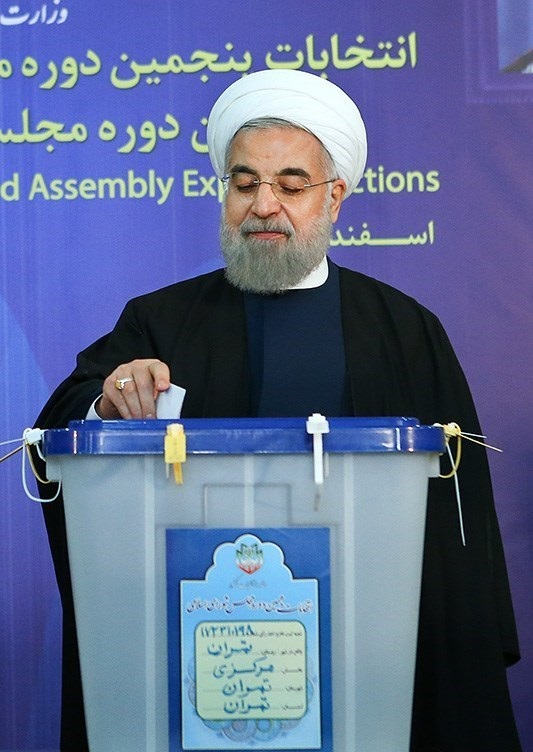
魯哈尼在2016年伊朗议会选举中投票。

| 年分 | 選舉人                | 得票         | %       | 排名 | 註解 |
| ---- | --------------------- | ------------ | ------- | ---- | ---- |
| 1980 | 議會                  | 19,017       | 62.1    | 1st  | 获胜 |
| 1984 | 議會                  | 729,965      | 58.3    | 17th | 获胜 |
| 1988 | 議會                  | ▼ 412,895    | ▼ 42.1  |      | 获胜 |
| 1992 | 議會                  | ▲ 432,767    | ▲ 47    |      | 获胜 |
| 1996 | 議會                  | ▲ 465,440    | ▼ 32.5  |      | 获胜 |
| 2000 | 議會                  | ▲ 498,916    | ▼ 17.02 | 40th | 落敗 |
| 2000 | 專家議會選舉 中途選舉 | 120,819      | 47.56   | 1st  | 获胜 |
| 2006 | 專家議會選舉          | 844,190      |         | 7th  | 获胜 |
| 2013 | 總統                  | 18,613,329   | 50.88   | 1st  | 获胜 |
| 2016 | 專家議會選舉          | ▲ 2,238,166  | ▲ 49.72 | 3rd  | 获胜 |
| 2017 | 總統                  | ▲ 23,636,652 | ▲ 57.14 | 1st  | 获胜 |

## 私人生活
哈桑·鲁哈尼的父亲阿萨多拉·鲁哈尼是在伊朗塞姆南市的巴剎经商的商人，而他的母亲目前住在塞姆南。
1968年，鲁哈尼与Naemeh Arabi结婚，後育有二子二女。其長子於1992年4月自杀身亡，并葬于德黑兰市的贝赫斯特·扎赫拉公墓。
除了波斯语，他还能流利地讲英语和阿拉伯语。拥有英国格拉斯哥卡利多尼安大學法律学博士学位。